# Berijew A-100

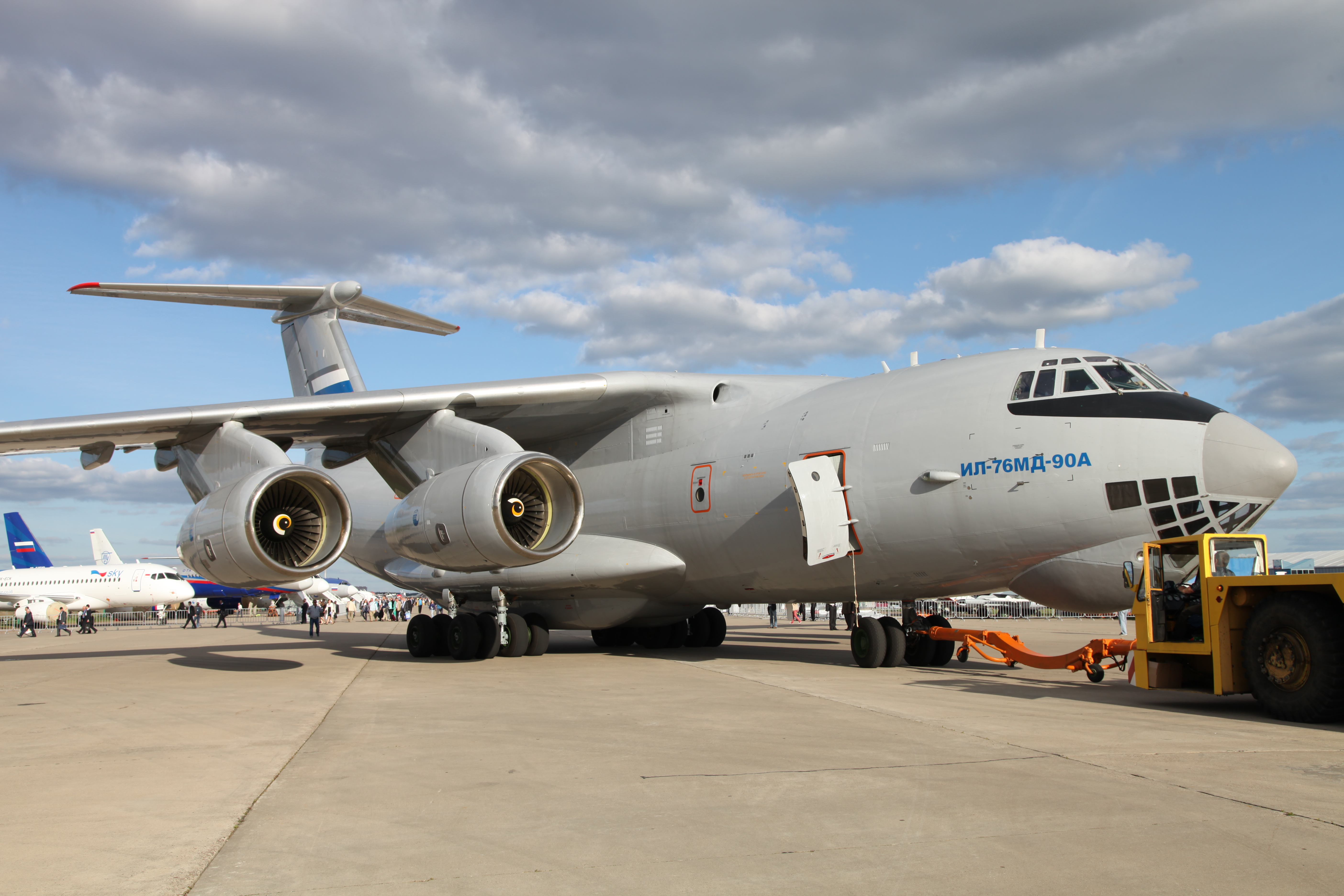
Die Iljuschin Il-76MD-90A, auf welcher die A-100 basiert.

Die Berijew A-100 ist ein zukünftiges russisches Frühwarnflugzeug, das auf dem Transportflugzeug Iljuschin Il-76MD-90A basiert und den Vorgänger Berijew A-50 ablösen soll. 

## Entwicklung
Bisher wurde ein Technologieträger, genannt A-100LL (LL steht für fliegendes Labor), fertiggestellt, dessen Zelle im Jahr 2014 aus der in Uljanowsk laufenden Produktion des Tankflugzeugs Il-78M-90A abgezweigt, nach Taganrog am Asowschen Meer transportiert und dort zur A-100 umgebaut wurde. 2015 folgte eine zweite Zelle für den ersten Prototyp. Der Erstflug fand mit dem Kennzeichen 7865 am 18. November 2017 von Taganrog aus statt. Die ersten Serienexemplare sollten im Jahr 2020 an die russischen Luftstreitkräfte übergeben werden. Aufgrund von Verzögerungen konnte dieser Zeitplan nicht eingehalten werden. So war der Prototyp Anfang 2022 immer noch in der Flugerprobung. Eine im Jahr 2021 angedachte Indienststellung für das Jahr 2024 wird sich aufgrund der Sanktionen gegen Russland seit dem Überfall auf die Ukraine vermutlich auf unbestimmte Zeit verzögern. Das Programm schien pausiert. Möglicherweise wurde das Programm im 2025 aus mehreren möglichen Gründen aufgegeben.

## Konstruktion
Zum Einsatz soll ein neu entwickeltes Aktives Phased-Array-Radar kommen, das Flugzeuge bis auf eine Entfernung von 600 km und Schiffe bis auf eine Entfernung von 400 km orten kann. Außerdem sollen Marschflugkörper und Stealthflugzeuge erkannt werden können.
Neben dem neuen Radar und der größeren Flügelspannweite unterscheidet sich die A-100 äußerlich von der A-50 durch den Wegfall der Stabilisierungsflossen hinter den Hauptfahrwerkwülsten, Behältern, vermutlich für elektronische Aufklärung, unter den Flügeln nahe den Flügelspitzen, einer Vielzahl von Blattantennen auf dem Höhenleitwerk und einer Antenne direkt über dem Cockpit, die vermutlich für Satellitenkommunikation genutzt wird. Die unterschiedlichen Antennen und Kommunikationssysteme sollen die Maschine befähigen, in einem bewaffneten Konflikt Informationen zwischen allen eigenen Flugzeugen auszutauschen, eine Aufgabe, die bis jetzt von Flugzeugen des Typs Tupolew Tu-214SR übernommen wird.

## Technische Daten
| Kenngröße             | Iljuschin Il-76MD-90A           |
| --------------------- | ------------------------------- |
| Besatzung             | ?                               |
| Länge                 | 46,60 m                         |
| Spannweite            | 50,50 m                         |
| Höhe                  | 14,45 m                         |
| Flügelfläche          | ca. 300 m²                      |
| Flügelstreckung       | 8,5                             |
| max. Rumpfdurchmesser | 4,80 m                          |
| Leermasse             | 104.000 kg                      |
| max. Nutzlast         | 60.000 kg                       |
| max. Startmasse       | 210.000 kg                      |
| Tragflächenbelastung  | 347–700 kg/m²                   |
| Triebwerke            | 4 × PS-90 mit je 142,2 kN Schub |
| Höchstgeschwindigkeit | 850 km/h                        |
| Reisegeschwindigkeit  | 780 km/h                        |
| Landegeschwindigkeit  | 240 km/h                        |
| Dienstgipfelhöhe      | 15.500 m                        |
| Reiseflughöhe         | 12.000 m                        |
| Reichweite            |                                 |
| Startrollstrecke      | 1600 m                          |
| Landerollstrecke      | 930 m                           |